# Sasvad
Sasvad là một thành phố và là nơi đặt hội đồng đô thị (municipal council) của quận Pune thuộc bang Maharashtra, Ấn Độ.

## Địa lý
Sasvad có vị trí 18°20′B 74°02′Đ / 18,33°B 74,03°Đ Nó có độ cao trung bình là 769 mét (2522 feet).

## Nhân khẩu
Theo điều tra dân số năm 2001 của Ấn Độ, Sasvad có dân số 26.689 người. Phái nam chiếm 52% tổng số dân và phái nữ chiếm 48%. Sasvad có tỷ lệ 75% biết đọc biết viết, cao hơn tỷ lệ trung bình toàn quốc là 59,5%: tỷ lệ cho phái nam là 79%, và tỷ lệ cho phái nữ là 70%. Tại Sasvad, 12% dân số nhỏ hơn 6 tuổi.